# Medienlinguistik
Die Medienlinguistik ist eine noch junge Teildisziplin der Linguistik; sie befasst sich einerseits mit der Sprache und dem Sprachgebrauch in medialer Kommunikation und andererseits mit den veränderten Rahmenbedingungen sprachwissenschaftlicher Forschung beim systematischen Einsatz von Webtechnologie. Medienlinguistik steht daher an der Schnittstelle zwischen Sprachwissenschaft und Medienwissenschaft und markiert eine Schlüsselposition in der Entwicklung der Digital Humanities.

## Terminologie
Bislang konnte sich in der Medienlinguistik keine einheitliche Terminologie durchsetzen. Vor allem der Medienbegriff wird in der Forschungsliteratur unterschiedlich definiert: mal wird die Sprache selbst als Medium bezeichnet, mal wird unter Medium das technische Gerät zur Übermittlung der Kommunikation verstanden (z. B. das Medium Telefon) und mal wird Medium mit Kommunikationsform gleichgesetzt (z. B. der Chat als Medium). Auch trägt die schnelle Entwicklung und Veränderung der im Medienbereich verwendeten Technologien zur Unklarheit der Begrifflichkeit bei.
Bei der Betrachtung der heute besonders relevanten Massenmedien unterscheidet man zwischen „alten“ Medien, die jedoch zu ihrer Zeit selbst als neu angesehen wurden, und „neuen“ Medien. Wenn die Rede von „alten“ Medien ist, dann spricht man retrospektiv von Druckerzeugnissen wie Buch- und Zeitungsdruck oder von auditiven beziehungsweise audio-visuellen Medien wie Hörfunk und Fernsehen.
Die „neuen“ Medien bezeichnen Kommunikationsdienste, die über das Internet funktionieren, aber auch technische Geräte, die den direkten Zugang zum Internet ermöglichen. Sie können treffender auch als digitale Medien bezeichnet werden, die sich besonders durch ihre Multimodalität und Interaktivität auszeichnen. Multimodal sind sie, da die Interaktion neben dem Visuellen und Auditiven, auch (bspw. über Touchscreens) um eine haptische Dimension erweitert werden kann. All diese Zugänge können auf den Technologien digitaler Medien auch in Kombination genutzt werden. Informationen werden über diverse Kommunikationsformen (Text, Bild, Audio, Video) digital im Internet bereitgestellt und zwischen Nutzern übermittelt. Erst das Internet ermöglicht die Überwindung der zuvor einseitigen Informationsübergabe in Massenmedien, da auch die Nutzer selbst eigene Beiträge einstellen und somit an der Kommunikation teilhaben können.
Im Falle moderner Computer aller Formate (also auch Smartphones) kann sogar von digitalen Medienkomplexen gesprochen werden. Der Begriff vereint die Technik und die Kommunikationsdienste, denn er liegt im Zusammenspiel von Hardware, Software, Internet und digitalem Code begründet, das nur in Verbindung mit weiteren Medien genutzt werden kann.

## Methodik
Was die Methodik angeht, so bedient sich die Medienlinguistik je nach Untersuchungsgegenstand verschiedener linguistischer, kommunikationstheoretischer und kulturwissenschaftlicher Methoden. Bei der Analyse von schriftlichem Sprachgebrauch in medialer Kommunikation zum Beispiel kommen Methoden aus dem Gebiet der Textlinguistik zum Einsatz, Methoden der Gesprächsanalyse bieten sich an für die Untersuchung mündlichen Sprachgebrauchs in den (audiovisuellen) Medien.
Bei der Analyse eines produzierten Textes gilt es also zunächst einmal herauszufiltern, in welcher Art von Medium dieser vorliegt. Jedes sprachliche Erzeugnis ist in eine Kommunikationssituation eingebettet. Diese Differenzierung ist entscheidend für die weiteren Untersuchungsschritte, da der Text je nach Korpus und kommunikativer Funktion – also Intentionalität – unterschiedliche Charakteristika aufweist. In diesem Zusammenhang differenziert man zwischen der konzeptionellen Mündlichkeit und Schriftlichkeit, welche auf Koch/Oesterreicher (2008) zurückzuführen sind. Erstere beschreibt die Konzeption zur geplanten mündlichen Verwendung: Das Produkt weist klare Merkmale des mündlichen Sprachgebrauchs auf. Letztere hingegen meint die Konzeption für die Schriftsprache: Die Textstruktur basiert auf Eigenschaften des schriftlichen Sprachgebrauchs. Diese beiden Kategorien sind jedoch keineswegs voneinander getrennt zu betrachten. So ist es durchaus üblich, konzeptionell mündliche Texte in einem schriftlichen Medium vorzufinden, wie bspw. Blogeinträge. Darüber hinaus bedient man sich auch gerne der konzeptionellen Schriftlichkeit in mündlichen Medien, wie es bei Vorträgen der Fall ist.
Die grundlegende Frage für die Methodik und die daraus resultierenden Schritte ist also immer, in welcher Form der produzierte Text vorliegt und für welchen Anlass er konzipiert wurde. Dabei werden häufig neben vielen weiteren Forschungsansätzen die Ausführungen von Adamzik (2016) oder Brinker (2005) herangezogen. Ein damit eng verbundenes Forschungsgebiet der Linguistik ist die Korpuslinguistik.

## Untersuchungsgegenstand
Im Untersuchungsgegenstand der Medienlinguistik ist zu unterscheiden zwischen der wechselseitigen, interpersonalen Kommunikation (z. B. Telefongespräche) und der massenmedialen Kommunikation (z. B. Radio, Fernsehen, Printmedien, Online-Dienste), die komplexer zu beschreiben ist: Grundsätzlich handelt es sich bei der Kommunikation in den Massenmedien um eine einseitige Kommunikation („one to many“), die für ein anonymes, disperses Publikum zugänglich bzw. an dieses gerichtet ist. Innerhalb dieses Rahmens sind aber auch interpersonale Kommunikationsformen umsetzbar (z. B. Talkshows oder Rückmeldungen des Publikums, Leserbriefe, „phone-ins“).
Besonders das Internet und Soziale Software zeichnen sich dadurch aus, dass sowohl massenmediale (z. B. Blog-Posts, Werbeanzeigen) als auch interpersonale Kommunikation (z. B. Kommentare) in verschiedenen Anwendungen genutzt werden kann.

## Fragestellungen
Typische Fragestellungen der Medienlinguistik kreisen um mögliche Einflüsse einer bestimmten medialen und kommunikativen Situation auf den Sprachgebrauch. Dabei kann der Fokus der jeweiligen Untersuchungen unterschiedlich eng bzw. weit gefasst sein: vom Blick auf ganze Mediengruppen (z. B. Kommunikation in Massenmedien, Sprachgebrauch im Internet und eine mögliche Rückkopplung auf den Sprachgebrauch außerhalb des Mediums) über einzelne Kommunikationsformen (z. B. E-Mail, Chat, Radionachrichten) bis hin zu einzelnen (Teil-)Aspekten (z. B. Schlagzeilen, Text/Bild-Verhältnis, Nähe/Distanz in der Chatkommunikation). Die Fragestellungen sind sowohl synchroner Art (bspw. Vergleich von Kommunikationssituationen in verschiedenen Medien) als auch diachroner Art (bspw. Frage nach Veränderungen im Schreiben).
Daneben werden in einem kulturwissenschaftlichen Rahmen übergreifende Aspekte ins Zentrum gerückt. Hier steht die Frage nach der Rolle der Medien in der gesamten Kultur im Zentrum. Es wird der gegenseitigen Beeinflussung von Medien und Kultur nachgegangen und beispielsweise untersucht, inwieweit Medien für kulturelle, gesellschaftliche Veränderungen verantwortlich sind.

## Angewandte Medienlinguistik
Praxisorientierte Aspekte behandelt die Angewandte Medienlinguistik. Sie formuliert bspw. Empfehlungen für Medienschaffende zu der Frage, wie Texte hergestellt und präsentiert werden können, damit sie den spezifischen Eigenschaften des benutzten Mediums entsprechen. Mögliche Fragestellungen sind zum Beispiel, welches Verhältnis von Text und Bild für eine Zeitung geeignet ist oder wie ein Text für das Radio, also für die rein akustische Rezeption, verfasst sein muss.

## Forschungsstand
Grundsätzlich ist zu beobachten, dass in der jüngeren medienlinguistischen Forschung zunehmend der Sprachgebrauch in den neuen Medien in den Forschungsmittelpunkt rückt. Da computer- und internetbasierte Kommunikationsformen wie E-Mail und Chat sowie die SMS-Funktion des Handys der schriftlichen Kommunikation dienen, wird von einem engen Zusammenhang von Schreibkompetenz und Mediennutzung und einer möglichen Veränderung vor allem des schriftlichen Sprachgebrauchs durch die neuen Medien bzw. deren Nutzung ausgegangen. Als Ausgangspunkt dient die Beobachtung, dass durch die private Nutzung der neuen Medien das Schreiben in unserer Gesellschaft immer mehr Raum einnimmt und sich eine Reihe von informellen Merkmalen und spezielle Verschriftungstechniken in diesem spezifischen Sprachgebrauch finden. Dabei wird häufig das Modell von Koch/Oesterreicher herangezogen. Diese machen einen Unterschied zwischen konzeptioneller Mündlichkeit (orat) und konzeptioneller Schriftlichkeit (literat) und bezeichnen einen eher informellen Sprachgebrauch als konzeptionell mündlich. Die Fragen, wie umfassend der mediale Einfluss auf das Schreiben ist, welche Aspekte des Sprachgebrauchs betroffen sind und ob möglicherweise Kontaktphänomene zwischen den verschiedenen Arten des Schreibens auftreten, werden in der Wissenschaft und der Öffentlichkeit kontrovers diskutiert, wobei in der Öffentlichkeit eine eher medienkritische Sichtweise vorherrscht. Allerdings liegt eine wissenschaftliche Untersuchung, die auf der Basis empirischer Daten Aufschluss über den tatsächlichen Einfluss und den Stellenwert der neuen Medien hinsichtlich des Sprachgebrauchs gibt, bislang nicht vor.

### Weitere
- Michael Beißwenger,  Angelika Storrer (Hrsg.): Chat-Kommunikation in Beruf, Bildung und Medien: Konzepte – Werkzeuge – Anwendungsfelder. Stuttgart 2005.
- Ines Bose, Dietz Schwiesau (Hrsg.): Nachrichten schreiben, sprechen, hören. Forschungen zur Hörverständlichkeit von Radionachrichten. Berlin 2011 (ISBN 978-3-86596-990-3)
- Hans-Jürgen Bucher: Sprachwissenschaftliche Methoden der Medienforschung. In: Joachim-Felix Leonhard et al. (Hrsg.): Medienwissenschaft. Ein Handbuch zur Entwicklung der Medien und Kommunikationsformen. 1. Teilband, Berlin/New York 1999, S. 213–231.
- Harald Burger: Textsorten in den Massenmedien. In: Klaus Brinker et al. (Hrsg.): Text- und Gesprächslinguistik. Ein internationales Handbuch zeitgenössischer Forschung. 1. Halbband: Textlinguistik (= HSK 16.1), Berlin/New York 2000, S. 614–628.
- David Crystal: Language and the Internet. Cambridge 2001.
- Susan Herring (Hrsg.): Computer-Mediated Communication. Linguistic, Social and Cross-Cultural Perspectives. (= Pragmatics & Beyond New Series 39) Amsterdam, Philadelphia 1999.
- Werner Kallmeyer (Hrsg.): Sprache und neue Medien. Berlin/New York 2000.
- Krefeld, T.: s. v. Wissenschaftskommunikation im Web, in: VerbaAlpina-de 20/2 (Erstellt: 16/1, letzte Änderung: 19/1), Methodologie. München 2019.
- Rainer Leschke: Einführung in die Medientheorie. München 2003.
- Heinz-Helmut Lüger: Pressesprache. 2. Auflage. Tübingen 1995.
- Heinz-Helmut Lüger, Hartmut E. H. Lenk (Hrsg.): Kontrastive Medienlinguistik. (= Landauer Schriften zur Kommunikations- und Kulturwissenschaft (LSKK), Band 15) Landau 2008.
- Dieter Möhn, Dieter Roß, Marita Tjarks-Sobhani (Hrsg.): Mediensprache und Medienlinguistik. Festschrift für Jörg Hennig. (= Sprache in der Gesellschaft 26) Frankfurt am Main 2001.
- Daniel Perrin: "Linguistics of Newswriting". Amsterdam/New York 2013.
- Helmut Schanze (Hrsg.), Susanne Pütz: Metzler Lexikon Medientheorie, Medienwissenschaft. Ansätze, Personen, Grundbegriffe. Metzler, Stuttgart/Weimar 2002, ISBN 3-476-01761-3.
- Ulrich Schmitz: Sprache in modernen Medien. Einführung in Tatsachen und Theorien, Themen und Thesen. Berlin 2004.
- Ulrich Schmitz, Eva-Lia Wyss (Hrsg.): Briefkultur im 20. Jahrhundert. (= OBST 64) Oldenburg 2002.
- Torsten Siever, Peter Schlobinski, Jens Runkehl (Hrsg.): websprache.net. Sprache und Kommunikation im Internet. Berlin/New York 2005.
- Erich Straßner: Sprache in den Funkmedien. In: Muttersprache. 88, 1978, S. 174–182.
- Caja Thimm (Hrsg.): Soziales im Netz. Sprache, soziale Beziehungen und Kommunikationskulturen im Internet. Opladen, Wiesbaden 2000.